# Quận của tỉnh Loiret
3 quận của tỉnh Loiret gồm:
1. Quận Montargis, (quận lỵ: Montargis) với 12 tổng và 126 xã. Dân số của quận này là 153.117 người năm 1990, 158.426 người năm 1999, tăng trưởng dân số là 3.47%.
2. Quận Orléans, (tỉnh lỵ của tỉnh Loiret: Orléans) với 24 tổng và 122 xã. Dân số của quận này là 373.757 người năm 1990, và 402.580 người năm 1999, tăng trưởng dân số là 7.71%.
3. Quận Pithiviers, (quận lỵ: Pithiviers) với 5 tổng và 86 xã. Dân số của quận này là 53.738 người năm 1990, và 57.120 người năm 1999, tăng trưởng dân số là 6.29%.